# 歇斯滕貝格山
47°25′31″N 8°11′33″E / 47.42524°N 8.19263°E

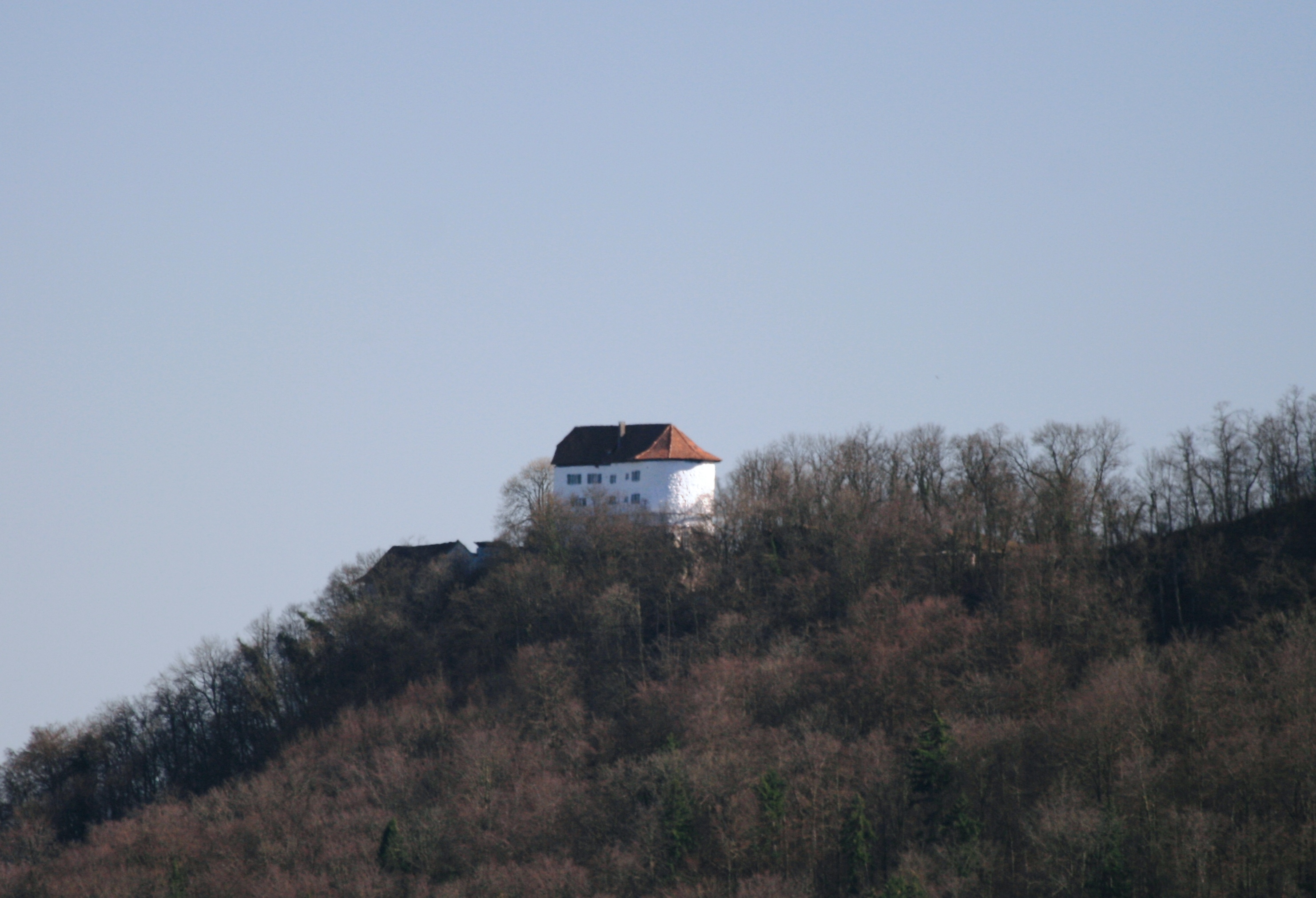

歇斯滕貝格山（德語：Chestenberg），是瑞士的山峰，位於該國北部，由阿爾高州負責管轄，屬於汝拉山的一部分，距離吉斯利弗盧赫山4.5公里，海拔高度647米。